# Charles Tart
Charles T. Tart (Morrisville, 29 de abril de 1937 – 5 de março de 2025) foi um psicólogo e parapsicólogo norte-americano internacionalmente conhecido pelo seu trabalho psicológico na natureza da consciência, — particularmente nos estados alterados de consciência, — sendo um dos fundadores no campo da psicologia transpessoal, e pela sua pesquisa científica na Parapsicologia. Seus primeiros livros, Altered States of Consciousness (Estados Alterados da Consciência) de 1969 e Transpersonal Psychologies (Psicologia Transpessoal) de 1975, tornaram-se textos largamente usados que foram determinantes em permitir a área da psicologia transpessoal se tornar parte da Psicologia moderna. Ele obteve seu doutoramento em Psicologia pela Universidade da Carolina do Norte em Chapel Hill em 1963, e, em seguida realizou seu pós-doutorado pela Universidade de Stanford, com uma pesquisa sobre hipnose em   parceria com Ernest Hilgard. Ele também já foi um ativo radioamador e já trabalhou como engenheiro em radiocomunicação.
Bem como um pesquisador de laboratório, Tart foi um aluno da arte marcial japonesa Aikido (em que ele foi faixa preta), de meditação, de trabalhos de Gurdjieff, do Budismo e de outras disciplinas psicológicas e espirituais de crescimento. Tart acreditava que a evidência do paranormal estava colocando a ciência e o espírito juntos. Seu principal objetivo foi construir pontes entre as comunidades científicas e espirituais, e promover a integração entre ocidentais e orientais, para elevar o crescimento pessoal e social de ambos.

## Livros publicados
- Altered States of Consciousness (1969) ISBN 0-471-84560-4
- Transpersonal Psychologies (1975)
- On Being Stoned: A Psychological Study of Marijuana Intoxication (1971)
- States of Consciousness (1975)
- Symposium on Consciousness (1975, com P. Lee, R. Ornstein, D. Galin & A. Deikman)
- Learning to Use Extrasensory Perception (1976)
- Psi: Scientific Studies of the Psychic Realm (1977)
- Mind at Large: Institute of Electrical and Electronic Engineers Symposia on the Nature of Extrasensory Perception (1979, com Harold E. Puthoff & Russel Targ)
- Waking Up: Overcoming the Obstacles to Human Potential (1986)
- Open Mind, Discriminating Mind: Reflections on Human Possibilities (1989)
- Living the Mindful Life (1994).
- Body Mind Spirit: Exploring the Parapsychology of Spirituality (1997).
- Mind Science: Meditation Training for Practical People (2001).
- States of Consciousness (2001). ISBN 0-595-15196-5
- The End of Materialism: How Evidence of the Paranormal is Bringing Science and Spirit Together (2009)

Ele já teve mais de 250 artigos publicados em revistas e livros profissionais, incluindo grandes artigos em revistas científicas como Science e Nature.